# Ісаак Мулеме
Ісаак Мулеме (англ. Isaac Muleme, нар. 10 жовтня 1992, Кампала) — угандійський футболіст, лівий захисник, фланговий півзахисник чеського клубу «Вікторія» (Жижков) і національної збірної Уганди.

## Клубна кар'єра
У дорослому футболі дебютував 2009 року виступами за команду «Вілла», в якій провів чотири сезони. Згодом також грав на батьківщині за «Вікторія Юніверсіті» та «Кампала Сіті Каунсіл». 
Протягом 2018 і початку 2019 року грав у Єгипті, спочатку за «Пірамідс», а згодом за «Харас Ель Годуд».
У лютому 2019 перейшов до чеської «Вікторії» (Жижков). Першу половину 2020 року провів в оренді у словацькій «Нітрі», після чого повернувся до «Вікторії».

## Виступи за збірну
2013 року дебютував в офіційних матчах у складі національної збірної Уганди.
У складі збірної був учасником Кубка африканських націй 2019 року в Єгипті. На турнірі взяв участь в одній грі групового етапу.